# Marija Karakaševa
Marija Karakaševa (in bulgaro Мария Каракашева?; Razlog, 27 ottobre 1988) è una pallavolista bulgara.
Gioca nel ruolo di schiacciatrice nell'Alba-Blaj.

## Carriera
La carriera di Marija Karakaševa inizia nella stagione 2006-07 nel CSKA Sofia, nella massima divisione bulgara e a cui resta legata per cinque annate, vincendo quattro scudetti e tre Coppe di Bulgaria; in questo periodo fa parte delle nazionali giovanili bulgare e nel 2006 fa il suo esordio nella nazionale maggiore, con cui vince la medaglia d'argento e di bronzo rispettivamente nelle edizioni 2010 e 2011 dell'European League.
Nella stagione 2011-12 viene ingaggiata dal club russo dello Zareč'e Odincovo, in Superliga; con la nazionale si aggiudica l'argento all'European League 2012. Nell'annata successiva si accasa al CSM Bucarest, nella Divizia A1 rumena; con la squadra nazionale conquista il bronzo all'European League 2013. Per il campionato 2013-14 resta nello stesso campionato vestendo però la maglia della Dinamo Bucarest.
Torna in campo nella stagione 2015-16 nuovamente con il CSM Bucarest, sempre in Divizia A1, vincendo la Challenge Cup. Per il campionato 2016-17 si trasferisce in Italia per giocare con il Soverato, in Serie A2.
Nell'annata 2016-17 passa al Muszyna, nella Liga Siatkówki Kobiet polacca; con la nazionale si aggiudica la medaglia d'oro all'European Golden League 2018, venendo premiata come MVP del torneo, e alla Volleyball Challenger Cup 2018. Per il campionato 2018-19 torna nella Divizia A1, difendendo i colori dell'Alba-Blaj.

## Palmarès

### Club
- Campionato bulgaro: 4

2006-07, 2007-08, 2009-10, 2010-11
- Coppa di Bulgaria: 3

2007-08, 2009-10, 2010-11
- Challenge Cup: 1

2015-16

### Nazionale (competizioni minori)
- European League 2010
- European League 2011
- European League 2012
- European League 2013
- European Golden League 2018
- Volleyball Challenger Cup 2018

### Premi individuali
- 2013 - European League: Miglior ricevitrice
- 2018 - European Golden League: MVP